# Protohermes fujianensis
Protohermes fujianensis är en insektsart som beskrevs av C.-k. Yang och Ding Yang 1999. Protohermes fujianensis ingår i släktet Protohermes och familjen Corydalidae. Inga underarter finns listade i Catalogue of Life.